# Angely Gaviria
Angely Gaviria Zurita (Cartagena das Índias, 9 de agosto de 1996) é uma atriz, modelo e cantora colombiana que alcançou repercussão ao estrelar a série Siempre bruja da Netflix.

## Biografia
Gaviria nasceu em Cartagena, capital do departamento de Bolívar, em uma família de origem humilde. Ele terminou seus estudos secundários no Colegio Gran Colombia em sua cidade natal e, anos depois, obteve uma bolsa universitária na cidade de Bogotá. Lá ele estudou atuação, modelagem e dança.

## Carreira profissional
Sua primeira grande oportunidade ocorreu em 2013, quando ele foi escolhido para desempenhar um pequeno papel na série de televisão La Selection, baseada na geração bem-sucedida de jogadores de futebol colombianos que representaram seu país nos anos 90 como Carlos Valderrama, René Higuita, Freddy Rincón. e Faustino Asprilla. Um ano depois, ele gravou outra pequena aparição na série Nicho, o que quer que o coração diga, inspirado na vida e obra de Jairo Varela, fundador do Niche Group.
Entre 2016 e 2017, ele apareceu em produções como 2091 e Los Morales, mas seu papel como Julia Cervantes, irmã mais nova do boxeador Antonio Cervantes na série Pambelé, ganhou reconhecimento nacional.
Em 2018, ela foi selecionada para estrelar a série Siempre bruja da Netflix, levando sua carreira a uma exposição mais ampla.4 Na série. ambientada em Cartagena, no século XVII, ela interpreta Cármen Eguiluz, uma jovem condenada à estaca por bruxaria que consegue escapar mudando-se para a atual Cartagena.

## Filmografia

### Televisión
| Año  | Título        | Personaje       | Canal              |
| ---- | ------------- | --------------- | ------------------ |
| 2019 | Siempre bruja | Cármen Eguiluz  | Netflix            |
| 2017 | Pambelé       | Julia Cervantes | RCN Televisión     |
| 2017 | Los Morales   |                 | Caracol Televisión |
| 2016 | 2091          | Ina             | Fox Channel        |
| 2014 | Niche         |                 | Caracol Televisión |
| 2013 | La selección  |                 | Caracol Televisión |